# Слоан, Тод
Тод Слоан (англ. Tod Sloan, 30 ноября 1927 — 12 июля 2017) — канадский хоккеист, игравший на позиции центрального нападающего и крайнего нападающего. Серебряный призёр чемпионата мира 1962 года.
Хоккейную карьеру начал в 1943 году. В течение профессиональной клубной игровой карьеры, которая продолжалась 17 лет, защищал цвета команд «Торонто Мейпл Лифс» и «Чикаго Блэкхокс». В общем провел 792 матча в НХЛ, включая 47 игр плей-офф Кубка Стэнли. Обладатель Кубка Стэнли в составе «Торонто Мейпл Лифс» (1949, 1951) и в составе «Чикаго Блэкхокс» (1961). Участник матча всех звезд НХЛ в 1951, 1952, 1956 годах. В начале 1960-х ушел из профессионального хоккея.
Двоюродный брат хоккеиста Дэйва Кеона. Последние свои годы провел в городе жил в Саттоне, Онтарио. Умер в Ньюмаркете, Онтарио 12 июля 2017 года в возрасте 89 лет.